# 2010
2010 рік нашої ери (MMX) — невисокосний рік, що почався в п′ятницю 1 січня та закінчився в п′ятницю 31 грудня за григоріанським календарем. 2010-й рік — це 10-й рік III-го тисячоліття та XXI-го століття, а також перший з 2010-х років.

## Офіційні, пам'ятні дати в Україні
у громадсько-політичному, культурному житті:
- 125 років (серпень 1885) від часу заснування Національного технічного університету «Харківський політехнічний інститут», як Харківського практичного технологічного інституту — першого технічного вищого навчального закладу в Наддніпрянській (підросійській) Україні.[1]
- ООН: Міжнародний рік зближення культур, Міжнародний рік біорізноманіття

## Події
Арабська весна змінила усталені уклади політичних режимів у регіоні ісламського Середземномор'я.

### Політика, вибори
- 1 січня — Іспанія стала головуючою державою у Раді Європейського союзу
- 1 січня — колишній бельгійський прем'єр Герман ван Ромпей став першим Головою Ради Європейського союзу
- 10 січня — на виборах президента Хорватії переміг Іво Йосипович
- 13 січня — Апеляційний суд міста Києва визнав, що Сталін, Молотов, Каганович, Постишев, Косіор, Чубар та Хатаєвич вчинили злочин геноциду українського народу, передбачений Кримінальним кодексом України[2]
- 17 січня — перший тур виборів президента України визначив переможцями Віктора Януковича та Юлію Тимошенко
- 17 січня — кандидат від правої партії «Національне оновлення» підприємець і мільярдер Себастьян Піньєра виграв в другому турі президентських виборів в Чилі
- 19 січня — один з лідерів руху ХАМАС Махмуд аль-Мабхух був знайдений мертвим у номері готелю Al Bustan Rotana в еміраті Дубай. Поліція Дубая, використовуючи дані камер спостереження, встановила коло з 26 підозрюваних у вбивстві аль-Мабхуха, всі вони користувалися підробленими французькими, британськими, ірландськими й австралійськими паспортами. За заявою начальника поліції Дубая Дахі Хальфана Таміма аль-Мабхух став жертвою операції ізраїльської розвідки «Моссад»
- 22 січня — Президент України Віктор Ющенко присвоїв Степану Бандері звання Героя України[3]
- 7 лютого — Президентом України обраний лідер опозиційної Партії регіонів Віктор Янукович, який набрав 48,95 % голосів виборців; за чинного прем'єра Юлію Тимошенко віддали голос 45,47 %
- 7 лютого — Вибори президента Коста-Рики виграла Лаура Чинчилья, яка стала першою жінкою-президентом в історії країни
- 9 лютого — Європарламент затвердив новий склад Єврокомісії на чолі з Жозе Мануелем Дурау Баррозу
- 18 лютого — у Нігері стався державний переворот, припинена дія конституції, президент Нігеру Мамаду Танджу був усунений від влади
- 20 лютого — у Нідерландах розпалася владна коаліція і уряд Петера Балкененде на тлі суперечок про військову місію в Афганістані
- 20 лютого — у США за підсумками попереднього голосування, проведеного серед членів Республіканської партії США, конгресмен Рон Пол вибраний кандидатом на посаду президента на виборах 2012 року
- 24 лютого — загальнонаціональний одноденний страйк у Греції проти антикризових заходів уряду
- 25 лютого — інавгурація 4-го Президента України Віктора Януковича
- 28 лютого — вибори до законодавчої палати парламенту і місцевих органів влади у Таджикистані
- 2 березня — Голова Верховної Ради України Володимир Литвин оголосив про припинення діяльності коаліції
- 3 березня — Верховна Рада України 243 голосами відправила уряд Юлії Тимошенко у відставку
- 4 березня — на президентських виборів в Того переміг чинний глава держави Фор Гнассінгбе
- 7 березня — парламентські вибори в Іраку 2010
- 11 березня — Верховна Рада призначила Миколу Азарова прем'єр-міністром України і затвердила склад його уряду. Головою Служби Безпеки України призначений Валерій Хорошковський
- 22 березня — Палата представників Конгресу США ухвалила масштабну реформу охорони здоров'я, що було однією з основних передвиборчих обіцянок президента Барака Обами
- 31 березня — сербський парламент за ініціативою президента Бориса Тадича схвалив резолюцію про засудження масового вбивства боснійських мусульман в 1995 році в Сребрениці
- 1 квітня — у Гвінеї-Бісау здійснена спроба державного перевороту
- 5 квітня — вступив у дію новий візовий кодекс Євросоюзу щодо третіх країн.
- 6 квітня — Президент України Віктор Янукович ліквідував Національну конституційну раду і ще низку комісій, утворених при попередньому президенті; затвердив склад Радбезу України
- 7 квітня — силова зміна влади у Киргизстані. Десятки людей загинули, сотні поранених в ході вуличних зіткнень і штурму опозицією урядових споруд в Бішкеку. Уряд країни пішов у відставку, опозиція стала перебирати владу. Президент Курманбек Бакієв полетів до своїх прихильників у місто Ош.
- 7 квітня — через тривалі виступи опозиції прем'єр-міністр Таїланду оголосив надзвичайний стан у Бангкоку і низці провінції країни.
- 8 квітня — Парламентські вибори на Шрі-Ланці
- 8 квітня — президент Росії Дмитро Медведєв і президент США Барак Обама підписали новий російсько-американський договір про стратегічні наступальні озброєння СНО-3.
- 11-15 квітня — вибори президента, депутатів парламенту і голів регіональних органів влади у Судані. Чинний президент Омар аль-Башир переміг на перших за 24 роки багатопартійних виборах в країні
- 15 квітня — на підземному гірничо-хімічному комбінаті в Железногорську Красноярського краю зупинений останній у світі реактор, що виробляв збройовий плутоній.
- 15 квітня — у Великій Британії вперше в історії країни відбулися передвиборчі теледебати
- 21 квітня — у Харкові президенти Росії Медведєв та України Янукович підписали угоду про базування Чорноморського флоту Росії в Севастополі до 2042 року.
- 25 квітня — чинний президент Австрійської Республіки Гайнц Фішер переміг на президентських виборах.
- 25 квітня — на парламентських виборах в Угорщині правоцентристська партія колишнього прем'єр-міністра країни Віктора Орбана отримала дві третини місць в парламенті.
- 26 квітня — король Бельгії Альберт II прийняв відставку уряду країни на чолі з прем'єр-міністром Івом Летермом.
- 4-5 травня — загальнонаціональний страйк у Греції, що супроводжувався зіткненнями із поліцією. Є загиблі.
- 6 травня — парламентські вибори у Великій Британії дали «підвішений парламент», у якому жодна з партій не має більшості
- 10 травня — загальні вибори на Філіппінах, громадяни обирають президента і віцепрезидента країни, депутатів парламенту і ще більше 17 тисяч урядовців на посади в загальнонаціональних і місцевих органах влади
- 11 травня — англійська королева Єлизавета II доручила сформувати новий уряд країни лідерові Консервативної партії Девіду Кемерону, який відтак став 75-м прем'єр-міністром Великої Британії
- 13 травня — у Бангкоку почалися збройні сутички між опозицією, що вимагала відставки уряду, і армією; загинули десятки, поранень зазнали сотні людей
- 17 травня — міністри закордонних справ Ірану і Туреччини за посередництва Бразилії підписали договір про обмін іранського ядерного палива на дозбагачений до 20 відсотків уран на території Туреччини
- 19 травня — таїландська опозиція, яка протестувала в Бангкоку з березня, погодилася припинити масові акції після того, як табір «Червоних сорочок» був узятий штурмом за участю військової техніки і спецназу; опозиційні лідери здалися поліції
- 28-29 травня — дводенні позачергові парламентські вибори у Чехії
- 29 травня — новим прем'єр-міністром Угорщини став ліберал Віктор Орбан, який дістав схвалення з боку правоцентристської коаліції
- 31 травня — ізраїльський спецназ атакував «Флотилію свободи», караван з шести катерів з гуманітарною допомогою для окупованої смуги Гази, відправлений європейськими правозахисними організаціями. В результаті операції загинули 9 людей, 30 поранені
- 31 травня — федеральний президент Німеччини Горст Келер (ХДС) подав у відставку, яка набула чинності з моменту оголошення. Цей крок Келер вчинив через критику на його висловлювання щодо участі бундесверу у військовій місії в Афганістані, яка «є доцільною хоча б з точки зору захисту економічних інтересів Німеччини» — це було розцінено як «повернення до імперіалізму»
- 2 червня — депутати Національної асамблеї Квебеку одностайно прийняли законопроєкт про визнання Голодомору 1932—1933 рр. геноцидом українського народу та проголосили День пам'яті жертв Голодомору.
- 2 червня — прем'єр-міністр Японії Юкіо Хатояма оголосив про відставку через невиконання передвиборчої обіцянки перенести військову базу США з Окінави
- 9 червня — парламентські вибори у Нідерландах
- 12 червня — парламентські вибори у Словаччині
- 13 червня — позачергові парламентські вибори у Бельгії
- 15 червня — у Великій Британії розслідування встановило, що дії британських солдатів, які 30 січня 1972 року стріляли в демонстрацію ірландських католиків, були невиправданими. Прем'єр-міністр Девід Камерон офіційно оприлюднив результати розслідування цих подій і приніс вибачення родичам жертв від імені держави
- 17 червня — парламент Швеції ухвалив рішення про зняття введеного 30 років тому мораторію на будівництво в країні нових ядерних реакторів
- 20 червня — на президентських виборах у Колумбії переміг кандидат від правлячої партії Соціальної національної єдності і ексміністр оборони країни Хуан Мануель Сантос
- 27 червня — у Киргизії на референдумі прийнято нову конституцію, розпущено конституційний суд, та легітимізовано тимчасовий уряд Рози Отунбаєвої. Країна стала першою в Середній Азії парламентською республікою
- 1 липня — Бельгія стала головувати у Раді Європейського союзу; вперше цю місію виконує уряд у відставці в статусі виконувача обов'язків
- 4 липня — Броніслав Коморовський обраний президентом Польщі
- 9 липня — у віденському аеропорту Швехат США передали Росії 10 шпигунів в обмін на чотирьох осіб, раніше засуджених в РФ за звинуваченням у шпигунській діяльності
- 16 липня — акція в Україні «Прапор — на вершину!» присвячена 20-річчю прийняття Декларації про державний суверенітет України.
- 22 липня — Міжнародний суд ООН підтвердив, що оголошення незалежності Косово не суперечило міжнародним законам
- 1 серпня — вступила в дію Конвенція про касетні боєприпаси
- 5 серпня — на референдумі в Кенії прийнята нова конституція країни
- 5 серпня — загальні вибори в Австралії не виявили переможця, в країні вперше за останні 70 років обраний так званий «підвішений» парламент
- 12 вересня — у Туреччині на референдумі більшість висловилася за зміни чинної Конституції, прийнятої після військового перевороту на початку 1980-х років
- 18 вересня — парламентські вибори в Афганістані
- 19 вересня — парламентські вибори у Швеції правляча правоцентристська коаліція виграла, але втратила абсолютну більшість
- 26 вересня — у Венесуелі на парламентських виборах перемогла правляча Єдина соціалістична партія прихильників президента країни Уго Чавеса
- 28 вересня — президент Росії Дмитро Медведєв відправив у відставку мера Москви Юрія Лужкова
- 28 вересня — тимчасовий виконувач обов'язків президента Молдови Міхай Гімпу підписав указ про розпуск парламенту і призначив дострокові парламентські вибори на 28 листопада.
- 28 вересня — спроба державного перевороту в Еквадорі: в країні введено надзвичайний стан
- 1 жовтня — Конституційний Суд України скасував політреформу 2004 року, поновив чинність Конституції 1996 року та звернувся до органів державної влади з вимогою невідкладно привести українське законодавство у відповідність до Основного Закону
- 15 жовтня — парламент Грузії прийняв нову редакцію конституції країни, де розширив повноваження парламенту та уряду
- 21 жовтня — Перу і Болівія уклали угоду про передачу болівійській стороні невеликої прибережної ділянки суходолу в перуанській провінції Іло під будівництво порту[4].
- 31 жовтня — в Україні відбулись вибори до місцевих рад.
- 7 листопада — відбулись перші за останні 20 років загальні парламентські вибори у М'янмі. Підсумки голосування не змінили розстановку сил у країні і забезпечили правлячій з 1962 військовій хунті, що зайняла майже 77 % всіх місць у парламенті, збереження влади.
- 14 листопада — опозиційний політик М'янми і лауреат Нобелівської премії миру Аун Сан Су Чжі військовою владою країни випущена з-під багаторічного домашнього арешту.
- 14 листопада — на президентських виборах у Гвінеї переміг опозиціонер Альфа Конде; після оголошення результатів у країні спалахнули міжетнічні сутички і було введено надзвичайний стан
- 28 листопада — сайт «WikiLeaks», залучивши провідні світові медіа, оприлюднив 250 тисяч листів дипломатів США.
- 28 листопада — другий тур президентських виборів у Кот-д'Івуарі, за підсумками якого чинний президент Лоран Ґбаґбо і претендент Алассан Уаттара обидва оголосили себе переможцями
- 19 грудня — Олександр Лукашенко, здобувши майже 80 % голосів виборців, вчетверте став президентом Білорусі.

#### Президентські
- 31 жовтня — новим президентом Бразилії обрана Ділма Руссефф.

#### Парламентські
- 10 жовтня — вибори в парламент Киргизстану.
- 2 жовтня — парламентські вибори у Латвії.
- 7 листопада — на парламентських виборах в Азербайджані перемогла владна партія «Новий Азербайджан» президента Ільхама Алієва.
- 28 листопада — позачергові парламентські вибори у Молдові.

#### Референдуми
- 28 листопада — швейцарці на референдумі за пропозицією Народної партії підтримали автоматичну депортацію злочинців-іноземців.

### Збройні конфлікти
- 1 січня —Теракт в Лаккі-Марват, 99 осіб були вбиті, більше 100 людей отримали поранення.
- 6 січня —7 поліцейських були вбиті в результаті теракту в поліцейській дільниці в столиці Дагестану Махачкалі
- 8 січня — на кордоні між Конго та Анголою відбувся напад на автобус збірної Того з футболу.
- 12 лютого — війська США і НАТО розпочали найбільшу з 2001 року наступальну операцію на півдні Афганістану, в провінції Гільменд, з метою придушення опору талібів.
- 18 березня — президент Ємену Алі Абдулла Салех оголосив про закінчення війни з повстанцями шиїтами в північно-західній провінції Саада
- 26 березня — затонув корвет «Чхонан» ВМС Південної Кореї, загинули 46 моряків. Винуватцем загибелі корабля «Чхонан» визнаний північнокорейський підводний човен[5][6]
- 29 березня — серія терактів у московському метро. Загинуло 40 чоловік.
- 2 травня — ісламістське угрупування «Хизбул Іслам» зайняло портове місто Харадер, яке вважається столицею сомалійських піратів
- 15 травня — суданські урядові війська захопили основний плацдарм найвпливовішого повстанського угрупування «Рух за справедливість і рівноправ'я» в районі Джабаль Мун у Західному Дарфурі
- 11 червня — на півдні Киргизстану, в Оші і Джелалабаді спалахнули збройні сутички між киргизами та узбеками, понад 200 вбитих, 1200 поранених. У цих регіонах впроваджено надзвичайний стан, в країні оголошено часткову мобілізацію. Початок гуманітарної кризи: понад 100 тисяч біженців поринули до узбецького кордону
- 21 липня — диверсанти підірвали Басканську гідроелектростанцію в Кабардино-Балкарії
- 31 липня — голландці, першими з країн НАТО, припинили воювати в Афганістані і вивели свій контингент
- 19 серпня — остання бойова бригада США залишила Ірак; у країні лишилося 50 тисяч американських солдатів для задач навчання й охорони
- 30 серпня — сталася стрілянина в Братиславі
- 31 серпня — президент США Барак Обама у зверненні до нації оголосив про припинення бойових дій в Іраку[7]
- 23 листопада — артилерія КНДР обстріляла прикордонний південнокорейський острів Йонпхьондо в Жовтому морі, зробивши близько 200 пострілів, у відповідь південнокорейська артилерія випустила на територію Північної Кореї 80 снарядів. Спостерігачі оцінили це як найсерйозніший інцидент від часу закінчення Корейської війни

### Економіка
- 1 січня — почав діяти митний союз Росії, Білорусі і Казахстану. Одночасно розпочалася нафтова війна між Росією та Білоруссю через неузгодженість тарифів.
- 1 січня — Литва зупинила Ігналінську атомну електростанцію, виконавши свої зобов'язання перед Європейським союзом.
- 4 січня — в ОАЕ відкрили найвищий хмарочос у світі — Бурдж Дубай.
- 8 січня — російський бізнесмен Олександр Катунін разом з групою фінансових інвесторів за участю Внешекономбанку придбали контрольну частку однієї з найбільших українських сталеливарних компаній — корпорації «Індустріальний союз Донбасу»[8].
- 19 січня — Рада директорів «Japan Airlines», найбільшого японського авіаперевізника, ухвалила рішення про банкрутство компанії.
- 19 січня — Американський автоконцерн «General Motors» оголосив про продаж шведського автовиробника «Saab» нідерландському виробникові суперкарів «Spyker Cars NV».
- 3 березня — Національний банк України вирішив вивести з обігу монети номіналом одна і дві копійки, бо їхнє виробництво збиткове
- 28 березня — концерн Volvo проданий китайській компанії «Чжилі» за 2 млрд доларів
- 2 травня — міністри фінансів 16 країн Євросоюзу домовилися про виділення Греції, яка потерпає від боргів, фінансової допомоги у розмірі 110 мільярдів євро за три роки
- 8 травня — після атаки на євро лідери 16 країн, що входять в Єврозону, ухвалили рішення про створення антикризового фонду, який має пом'якшити наслідки зростання державної заборгованості країн об'єднання
- 12 травня — американська Chevron і іспанська Repsol підписали угоду про розробку нафти у районі Карабобо в долині річки Оріноко у Венесуелі. Угода підписана з державною компанією Petroleos de Venezuela, яка матиме 60 % акцій спільного підприємства за собою. Вартість контракту становить приблизно 30 мільярдів доларів
- 21 липня — Конгрес США прийняв Закон Додда — Френка про реформування Волл-стріт і захист споживачів
- 31 липня — опублікований урядовий звіт КНР з валютного регулювання, згідно з яким Китай став другою економікою світу, потіснивши Японію
- 21 серпня — у Бушері відбулася церемонія відкриття першої атомної електростанції Ірану, у будівництві якої Ісламській республіці надавала допомогу Росія
- 10 вересня — на київському «Автошоу 2010» ЗАЗ презентував електромобіль ЗАЗ Lanos фургон Електро[9] і автобуси ЗАЗ-A10C31 та ЗАЗ-А10L50.[10]
- 16 вересня — АвтоКрАЗ презентував КрАЗ САРМ-В, спеціальну аварійно-рятувальну машину, для потреб МНС України.[11]
- 17 вересня — АвтоКрАЗ розпочав серійне виробництво супертягача КрАЗ Т17.0ЕХ «Бурлак»[12]
- 24 вересня — бразильська нафтова компанія Petrobras провела найбільше в світі розміщення акцій IPO на біржі в Сан-Паулу і залучила $70 млрд
- 27 вересня — офіційно відкрито першу частину (залізничну) Моста Кірпи в Києві, мостом почали курсувати потяги.[13]
- 28 листопада — Європейський союз схвалив виділення Ірландії, яка потерпає від наслідків світової фінансової кризи, 85 млрд євро як допомоги

### Наука і техніка
- 27 січня — Apple представив свій планшетний комп'ютер iPad
- 8 лютого — шаттл «Індевор» вирушив до Міжнародної космічної станції, на борту корабля астронавти Джордж Замка, Тері Вертс, Кетрін Гаєр, Стівен Робінсон, Ніколас Патрік і Роберт Бенкен. Головною метою польоту є доставка на орбіту модуля «Tranquility» зі спеціальним оглядовим куполом
- 11 лютого — NASA запустила на орбіту апарат для вивчення Сонця «Solar Dynamics Observatory»
- 21 лютого — Міжнародний хімічний союз офіційно затвердив назву для 112-го елементу таблиці Менделєєва коперникій, як і хотіли його відкривачі — фізики з німецького Інституту важких йонів (нім. Gesellschaft fur Schwerionenforschung, GSI) у Дармштадті
- 29 березня — компанія AMD розпочала поставки перших в індустрії 8- і 12-ядерних серверних процесорів на архітектурі x86
- 30 березня — перші успіхи фізиків Європейської організації ядерних досліджень CERN, які працюють на Великому адронному колайдері. Протягом чотирьох годин тривають зіткнення пучків часток на рекордній енергії 7 тераелектронвольт.
- 2 квітня — новий екіпаж Міжнародної космічної станції стартував з Байконура на російському кораблі «Союз ТМА-18». Олександр Скворцов, Михайло Корнієнко і астронавт NASA Трейсі Колдвелл-Дайсон пропрацюють на станції біля півроку
- 5 квітня — шаттл «Діскавері» стартував до Міжнародної космічної станції з космодрому на мисі Канаверал у Флориді, на борту семеро астронавтів, зокрема три жінки
- 15 квітня — президент США Барак Обама оголосив про згортання започаткованої його попередником програми «Сузір'я» з повторної висадки астронавтів на Місяць, і оголосив нову програму висадки на Марс протягом ближчих 25 років
- 22 квітня — ракета-носій Atlas 5 вивела на орбіту американський секретний космічний безпілотний апарат X-37B
- 14 травня — шатл «Атлантіс» з шістьма астронавтами стартував до Міжнародної космічної станції з космодрому Кеннеді у Флориді; це останній, 32-й, політ човника
- 20 травня — в США оголошено про виведення штучної клітини. Групі дослідників під керівництвом доктора Крейга Вентера вдалося синтезувати штучний геном бактерії Mycoplasma mycoides і пересадити його до іншого виду бактерії, отримавши при цьому повноцінну «синтетичну клітину», керовану тільки цим геномом
- 21 травня — японське космічне агентство JAXA з космодрому Танегасіма запустило ракету носій H-IIA з супутником з сонячним вітрилом «Ikaros» і апарат для вивчення Венери «Акацукі»
- 4 червня — з космодрому на мисі Канаверал у штаті Флорида здійснений пробний запуск ракети-носія Falcon-9. Запуск відбувся в рамках контракт на 1,9 мільярда доларів між NASA і приватною компанією SpaceX, який передбачає розробку і створення ракети Falcon 9 і капсули Dragon, призначених для доставки на МКС вантажу та астронавтів
- 13 червня — на Землю космічний апарат «Хаябуса», який вперше в історії здійснив посадку на астероїд
- 16 червня — ракета-носій «Союз-ФГ» вивела на орбіту космічний корабель «Союз ТМА-19» з новим екіпажем для Міжнародної космічної станції у складі командира Федора Юрчихіна і астронавтів НАСА бортінженерів Шеннона Вокера і Дугласа Вілока. «Союз ТМА-19» став 100-м космічним кораблем, запущеним за програмою будівництва МКС
- 8 липня — літак на сонячних батареях Solar Impulse завершив перший у світі добовий політ
- 4 жовтня — компанія Toshiba представила перші у світі 3D-телевізори для споживчого ринку, для перегляду зображення на яких не потрібні спеціальні окуляри[14]
- 8 жовтня — перший космічний корабель нової серії «Союз ТМА-М», оснащений цифровою системою управління, був запущений з космодрому Байконур до МКС. На борту російські космонавти Олександр Калері і Олег Скрипочка, астронавт NASA Скотт Келлі
- 8 грудня — з космодрому на мисі Канаверал вирушив у перший приватний політ на орбіту космічний корабель Dragon компанії SpaceX, повернувся в атмосферу і приводнився в Тихому океані
- 15 грудня — на МКС з космодрому Байконур стартувала ракета-носій «Союз-ФГ» з космічним кораблем «Союз ТМА-20», на борту якого перебуває російський космонавт Дмитро Кондратьєв (командир екіпажу), американка Кетрін Колман і представник Європейського космічного агентства італієць Паоло Несполі

### Культура
- 3 лютого — скульптура роботи швейцарського майстра Альберто Джакометті «Людина, що крокує» («L'homme qui marche») була продана на аукціоні Sotheby's за рекордну суму в 65 мільйонів фунтів (104,3 мільйона доларів)
- 20 лютого — фільм «Мед» (Bal) турецького режисера Семіха Капланоглу отримав головну нагороду Берлінського кінофестивалю за найкращий фільм «Золотого ведмедя»
- 21 лютого — фільм «Володар бурі» режисера Кетрін Бігелоу отримав шість нагород Британської академії телебачення і кіномистецтва (BAFTA)
- 6 березня — в Афінах відкрито пам'ятник Тарасу Шевченку
- 8 березня — статуетку «Оскар» у номінації «Найкращий фільм» отримала стрічка «Володар бурі» Кетрін Бігелоу.
- 19 березня — відома українська поетеса Ліна Костенко відзначила ювілей — 80 років. Вдруге (з 2005 року) розгорнулась компанія номінування Ліни Василівни на здобуття Нобелівської премії
- 20 березня — співачка Олена Кучер здобула право представляти Україну на Євробаченні-2010.
- 4 травня — картина Пабло Пікассо «Гола, зелене листя і бюст», створена в 1932 році, продана на Christie's за 106,482 мільйона доларів, це абсолютний рекорд ціни для витворів мистецтва, проданих на аукціонах.
- 23 травня — журі Каннського кінофестивалю, очолюване Тімом Бертоном, присудило Золоту пальмову гілку тайському режисерові Апічатпонгу Вірасетакулу за медитативну картину «Дядечко Бунмі, який міг згадати свої минулі життя» (Uncle Boonmee Who Can recall His Past Lives)
- 16 липня — в Одесі почався Перший Одеський міжнародний кінофестиваль

### Релігія
- 20 березня — Папа Римський Бенедикт XVI вибачився перед жертвами сексуальних зловживань над дітьми з боку католицьких священників в Ірландії
- 31 березня — провідні мусульманські богослови, які зібралися на конференцію в турецькому місті Мардін, оголосили про перегляд фатви XIV століття, яку видав середньовічний богослов Ібн Таймія (Абу Аббас Такі ад-Дін Ахмад бін Абд ас-Салам бін Абдулла ібн Таймія аль-Харані) і яка виправдовувала вбивства невірних під час джихаду

### Спорт
- 24 січня — жіноча збірна України виграла Чемпіонат Європи з індорхокею
- 31 січня — збірна Єгипту з футболу виграла Кубок африканських націй-2010, обігравши в фіналі команду Гани з рахунком 1:0. Єгипет втретє поспіль, і всьоме в історії, здобув звання чемпіона Африки
- 1 лютого — головним тренером збірної України з футболу призначено наставника харківського «Металіста» Мирона Маркевича, його асистентом став Юрій Калитвинцев, який з юнацькою збірною України виграв чемпіонат Європи 2009 року
- 12 лютого — у Ванкувері (Канада) відбулося відкриття XXI Зимових Олімпійських ігор
- 12 до 28 лютого — Зимові Олімпійські ігри 2010 у Ванкувері, Канада
- 7 по 23 травня — Чемпіонат світу з хокею із шайбою 2010 у Німеччині виграла Чехія
- 12 травня — у Гамбургу на стадіоні «Нордбанк-Арена» у першому фіналі Ліги Європи УЄФА мадридський «Атлетико» переміг лондонський «Фулгем» з рахунком 2:1 і здобув трофей
- 22 травня — у фіналі Ліги Чемпіонів на «Сантьяго Бернабеу» міланський «Інтер» обіграв мюнхенську Баварію, і втретє в своїй історії виграв головний європейський клубний трофей
- 28 травня — Франція виборола право приймати чемпіонат Європи з футболу 2016 року. Це буде перший турнір, у фінальній стадії якого зіграють 24 збірні
- З 11 червня до 11 липня — У Південно-Африканській Республіці відбувся Чемпіонат світу з футболу
- 11 липня — Іспанія з рахунком 1:0 обіграла Нідерланди і вперше в своїй історії завоювала Кубок світу з футболу
- 14-26 серпня — перші Юнацькі Олімпійські ігри у Сінгапурі
- 3 жовтня — чоловіча збірна України виграла 39-у шахову Олімпіаду в Ханти-Мансійську

### Аварії та катастрофи
- 1 січня — на південному сході Бразилії дощі і селі вбили 64 осіб
- 12 січня — серія землетрусів силою до 7 балів на Землетрус на Гаїті (2010), що зруйнували столицю і міста на півдні країни. Міжнародна рятувальна операція ускладнена слабістю місцевого уряду, мародерством і великою злочинністю. На острів введено 16 тисяч американських військовиків для безпеки. За оцінками уряду кількість загиблих склала понад 230 тисяч
- 25 січня — літак Боїнг-737 авіакомпанії «Ethiopian Airlines», що виконував рейс Бейрут — Аддис-Абеба з 90 пасажирами на борту, впав в Середземне море
- 12 лютого — законом України місто Калуш та села Кропивник і Сівка-Калуська Калуського району Івано-Франківської області оголошені зоною надзвичайної екологічної ситуації
- 15 лютого — у Галле під Брюсселем зіткнулися два приміських поїзди, загинуло 18 осіб; це найбільша залізнична аварія в історії Бельгії
- 19 лютого — перед п'ятничним богослужінням впав мінарет мечеті в місті Мекнес в центральній частині Марокко, загинуло 38 осіб
- 19 лютого — зливи принесли потужну повінь і обвали на португальському острові Мадейра, лихо забрало життя 42-х
- 27 лютого — землетрус у Чилі магнітудою 8,8 балів, понад 700 загиблих
- 28 лютого — у Франції, департамент Вандея, жертвами урагану «Ксинтія» стали понад 50 осіб
- 28 лютого — землетрус потужністю в 6,2 бала стався в гірському регіоні Гіндукуш поблизу кордону з Афганістаном
- 9 березня — землетрус магнітудою 5 балів на сході Туреччини, в провінції Елязиг.
- 12 березня — у Казахстані в селищі Кизил-Агаш Алма-Атинської області жертвами повені від прориву дамби стали 35 чоловік
- 16 березня — потужний циклон «Томас» на острові Фіджі
- 20 березня — пилова буря в Пекіні
- 20 березня — виверження вулкана Ейяф'ятлайокютль в Ісландії
- 23 березня — ураган «Улуй» над західним узбережжям Австралії
- 6 квітня — злива, повені і зсуви ґрунту в Ріо-де-Жанейро забрали життя 205 чоловік у фавелах, десятки зникли безвісти, на території штату Ріо-де-Жанейро введений режим надзвичайного стану
- 10 квітня — під Смоленськом розбився літак Ту-154 Президента Польщі Леха Качинського, у катастрофі ніхто зі 96 людей не вижив. На борту літака, окрім президента і його дружини Марії, були голова Національного банку Польщі Славомир Скшипек, заступник міністра закордонних справ Анджей Кремер, голова Генштабу Польщі Франтішек Гонгор, останній президент Польщі у вигнанні Ришард Качоровський, президент Інституту національної пам'яті Польщі Януш Куртика, єпископ дивізії Війська Польського генерал Тадеуш Плоський, православний єпископ польської армії і бригадний генерал Мирон Чодаковський, 16 депутатів сейму, включаючи двох віцеспікерів, і низка інших високих посадовців
- 14 квітня — в результаті землетрусу магнітудою 7.1 бала в північно-західній китайській провінції Цінхай загинули понад 2200 людей
- 14 квітня — в Ісландії почалося друге за 2010 рік виверження підльодного вулкана Ейяф'ятлайокудль. Через кілька діб хмара пилу накрила Європу, паралізувавши повітряне сполучення; це стало найзначнішою кризою в світовій авіатранспортної галузі, 200 тисяч авіарейсів були скасовані, до 7 млн пасажирів застрягли в аеропортах
- 22 квітня — біля узбережжя штату Луїзіана після потужного вибуху і 36-годинної пожежі затонула керована British Petroleum платформа Deepwater Horizon. Нафта, що продовжила витікати із свердловини, забруднила Мексиканську затоку
- 8 травня — два послідовних вибухи і пожежа на шахті «Распадська» у Кемеровській області Росії забрали життя 66 гірників, доля 24 шахтарів і рятувальників невідома
- 12 травня — літак Аеробус A330, що виконував рейс з Йоганнесбурга в Триполі, розбився при підльоті до аеропорту лівійської столиці. У результаті авіакатастрофи загинули 103 людини, єдиний хто вижив десятирічний нідерландський хлопчик
- 13 травня — шестеро людей загинули в результаті авіакатастрофи, що сталася у четвер в столиці бразильського штату Амазонас місті Манаус, серед жертв катастрофи — міністр освіти штату Синтія Режія Гоміс і четверо її помічників
- 17 травня — в Афганістані впав літак Ан-24 авіакомпанії Pamir Airways, що виконував рейс з Кундуза до Кабула, на борту перебувало 38 пасажирів і п'ять членів екіпажа
- 22 травня — під час заходу на посадку в аеропорту Мангалора розбився літак Боїнг-737 компанії Air India, що прямував з Дубая, Зі 166 людей на борту вижило 8
- 27 травня — у Гватемалі, за 50 км від столиці, почав вивергатися вулкан Пакая. Столиця країни, а також низка прилеглих областей оголошені зоною лиха
- 28 травня — у результаті зіткнення поїздів в індійському штаті Західна Бенгалія загинули 146 людей, більше 200 отримали травми. Аварії передував вибух на шляху пасажирського поїзда, від якого 13 вагонів опинилися на сусідній колії
- 28 травня — почалося виверження вулкана Тунґурауа в Еквадорі
- 30 травня — ураган «Агата» в Центральній Америці забрав життя 146 чоловік, найбільше потерпіла Гватемала
- 16 червня — зливи і повінь у французькому департаменті Вар вбили 25 мешканців, сто тисяч залишилися просто неба
- 17 червня — вибух на шахті в Колумбії вбив 18 шахтарів, 72 під завалом
- 21 червня — у Китаї через сильні зливи прорвало греблю Чанкай на річці Фухе в провінції Цзянсі. Затоплено 40 населених пунктів, близько 200 людей загинуло, 100 тисяч чоловік евакуйовані із зони прориву греблі
- 2 липня — на заході Демократичної Республіки Конго перевернувся і вибухнув бензовоз, від вогню загинуло 250 людей
- 28 липня — у Пакистані пасажирський літак Airbus A321-200 авіакомпанії AirBlue, що виконував рейс з Карачі до Ісламабаду зазнав катастрофи; всі 152 людини на борту загинули
- 29 липня — в результаті повеней від сезонних дощів у Північно-Західній провінції Пакистану загинуло понад 1600 осіб, в цілому від стихії постраждали близько п'ятнадцяти мільйонів людей
- 7 серпня — серія зсувів ґрунту в окрузі Чжоуцюй китайської провінції Ганьсу забрала життя понад тисячі осіб
- 28 вересня — у мексиканському місті Санта-Марія Тлауїтольтепек (штат Оахака) зсув ґрунту накрив 300 будинків з людьми, що спали
- 4 жовтня — на заході Угорщини на заводі з виробництва глинозему в районі міста Айка прорвало дамбу, стався витік до 700 тисяч кубометрів токсичних відходів. Три невеликих населених пункти виявилися частково затоплені[15]
- 12 жовтня — 43 особи загинуло в місті Марганець в результаті зіткнення на залізничному переїзді автобуса «Богдан» і локомотива; наймасштабніша автоаварія в історії незалежної України[16]; 13 жовтня оголошене в Україні днем жалоби
- 13 жовтня — у Чилі проведена успішна евакуація 33 шахтарів, які пробули під землею на глибині 700 метрів 69 діб. Група гірників виявилася заблокованою на мідній шахті Сан-Хосе 5 серпня
- 25 жовтня — підводний землетрус магнітудою 7,2 спричинив цунамі біля західного узбережжя індонезійського острова Суматра, сотні загиблих
- 25 жовтня — 25 осіб загинули на острові Ява в Індонезії внаслідок виверження вулкана Мерапі
- 4 листопада — літак ATR 72-212 кубинської авіакомпанії AeroCaribbean, що виконував рейс Сантьяго-де-Куба—Гавана, впав у провінції Санкті-Спіритус: всі 61 пасажир і 7 членів екіпажу загинули
- 22 листопада — у Пномпені під час святкових гулянь в тисняві на мосту загинуло 350 чоловік, сотні поранених

## Померли
Докладніше: Категорія:Померли 2010, Список померлих 2010 року

## Шевченківська премія
- Андрусяк Михайло Миколайович, публіцист — за документально-художню трилогію «Брати грому», «Брати вогню», «Брати просторів»
- Бабак Микола Пантелеймонович, автор проєкту та художнього оформлення, та Найден Олександр Семенович, автор тексту — за монографію «Народна ікона Середньої Наддніпрянщини XVIII — XX ст. в контексті селянського культурного простору»
- Ганжа Степан Олександрович, майстер народного мистецтва — за мистецьку серію килимів
- Іванов Дмитро Йосипович, поет — за книгу поезій «Село в терновому вінку»
- Ковтун Віктор Іванович, художник — за цикл живописних робіт «Мій край — Слобожанщина»
- Козак Богдан Миколайович, артист — за концертне виконання поетичних композицій «Євангеліє від Тараса» та «Думи» за творами Тараса Шевченка
- Колодуб Левко Миколайович, композитор — за симфонію № 9 «Sensilis moderno» («Новітні відчуття»), симфонію № 10 «За ескізами юних літ», симфонію № 11 «Нові береги»
- Лавро Костянтин Тихонович, художник — за ілюстрації до творів класиків вітчизняної літератури та монументальні розписи на тему українських народних казок у Київському академічному театрі ляльок
- Москалець Галина Василівна (Галина Пагутяк), письменниця — за книгу прози «Слуга з Добромиля»
- Пахльовська Оксана Єжи-Янівна, письменниця — за книгу публіцистики «Ave, Europa!»

## Нобелівська премія
- з медицини та фізіології: Роберт Едвардс, за технологію штучного запліднення
- з фізики: Костянтин Новоселов і Андрій Гейм за роботи зі створення графену
- з хімії: американці Річард Гек і Еїті Негісі, та японець Акіро Судзукі за роботи зі створення паладієвого каталізатора в органічному синтезі
- з літератури: перуанський письменник Маріо Варґас Льйоса, «за картографію структури влади і яскраві образи опору, повстання і поразки індивіду»
- премія миру: китайський активіст Лю Сяобо, «за тривалу і ненасильницьку боротьбу за права людини в Китаї»
- з економіки: Пітер Даймонд і Дейл Мортенсен (США), Крістофер Піссарідес (Велика Британія) за дослідження ринків з проблемами пошуку роботи в макроекономіці